# 焼烙
焼烙（しょうらく、英: cauterization）とは理学療法の一つ。火熱を用い、充血および炎症を誘発することにより治療の促進を図る。腱炎、靱帯炎、骨瘤、化骨性骨膜炎、変形性関節症、飛節後腫などに適用される。止血と消毒も同時に行うことができる利点がある。馬の運動器疾患で用いられることが多く、他の治療法と併用される。